# Wandick Badaró
Wandick Badaró (Ilhéus, 1 de setembro de 1913 — Saubara, 25 de março de 2011) foi um funcionário público e político brasileiro.

## Biografia
Cursou o Primário no Colégio Salesiano e o Secundário no Ginásio Castro Alves e Colégio São Salvador em Ilhéus.
Oficial de Cartório de Registro em Ilhéus. Sócio e fundador do Clube Social de Ilhéus e diretor do Instituto Nacional do Seguro Social (INSS) em 1955 a 1958.
Eleito vereador de Ilhéus pelo Partido Trabalhista Brasileiro (PTB), de 1947 a 1950. Deputado estadual pelo PTB, de 1951 a 1955 e 1959 a 1963, por decisão do Tribunal Regional Eleitoral (TRE), perdeu o mandato em 27/12/1960; suplente de deputado estadual pelo PTB, de 1959 a 1963, assumiu fev./set.1961, maio de 1962 a abril de 1963.
Faleceu em 25 de março de 2011 aos 97 anos em Bom Jesus dos Pobres na região de Saubara.